# Adrián Toloza
Saúl Adrián Toloza (n. Santiago del Estero, Argentina; 5 de junio de 1990) Más conocido como el "Negro Toloza", es un futbolista argentino. Se desempeña como delantero, y su actual equipo es el Club Atlético Mitre de la Primera Nacional.

## Clubes
| Club                | País      | Año       |
| ------------------- | --------- | --------- |
| Quilmes             | Argentina | 2008-2010 |
| El Porvenir         | Argentina | 2011-2012 |
| Quilmes             | Argentina | 2013      |
| Club Atlético Mitre | Argentina | 2013-2015 |
| Magallanes          | Chile     | 2016      |
| Celaya FC           | México    | 2017-2019 |
| Club Atlético Mitre | Argentina | 2019-Act. |